# Lucyn (novads)
Lucyn (łot.: Ludza novads) – jeden z łotewskich novadsów, funkcjonujący od 2021.
W skład novadsu wchodzą: 
- miasta: Kārsava, Lucyn, Zilupe
- pagastsy: Blonti, Brigi, Cibla, Cirma, Goliševa, Isnauda, Istra, Lauderi, Līdumnieki, Malnava, Mērdzene, Mežvidi, Nirza, Ņukši, Pasiene, Pilda, Pureņi, Pušmucova, Rundēni, Salnava, Zaļesje, Zvirgzdene

## Historia
Novads powstało podczas reformy administracyjnej w 2021, z połączenia dotychczasowych novadsów: Cibla, Kārsava, Lucyn i Zilupe.